# Idiarthron incurvum
Idiarthron incurvum är en insektsart som först beskrevs av Carl Stål 1875.  Idiarthron incurvum ingår i släktet Idiarthron och familjen vårtbitare. Inga underarter finns listade i Catalogue of Life.